# Pazuki
Pazuki o Bazukiyyun fou un grup tribal autònom kurd. Existien al segle xv i fins almenys el segle xvii.
Els Pazuki vivien a la frontera entre l'Imperi Otomà i Pèrsia, sota sobirania persa i s'havien separat de la tribu Suwaydi. Estaven dividits en dues branques Khalid-beghlu (establerta a les regions de Khnis, Malazgird i Uhkan al territori de Muix) i Sheker-beghlu (establerta a Bidlis). Eren feudataris dels emirs o prínceps de Bidlis. La primera branca fou fundada per Hysayn Ali Bek. El 1499 un descendent d'aquest va donar suport als safàvides.
A l'inici del segle xvi es van fer independents i es van aliar al sultà otomà Selim I (1512 a 1520), però aviat fou capturat pels perses i executat. Els Suwaydi es van apoderar de part de les seves terres. La família va conservar el poder tribal.
El sobirà en temps de Tahmasp I era Kilidj Beg, al que es va donar en feu Zagam, prop de Tblisi. Després els Pazuki van emigrar i es va unir a la tribu dels Donboli (Dumbuli) i va reconèixer la sobirania otomana, establint-se a Alashkert on es van multiplicar.